# Gare d'Hulsig
La gare d’Hulsig est une gare ferroviaire danoise de la Ligne de Frederikshavn à Skagen qui relie la ville de Skagen à la ville de Frederikshavn. Elle est située dans le village d'Hulsig au sud de Skagen au nord du Jutland. 
Elle dessert le village de Hulsig ainsi que la station balnéaire voisine de Kandestederne. 

## Situation ferroviaire
La gare d’Hulsig est située sur la ligne ferroviaire de Frederikshavn à Skagen qui relie la ville de Skagen à la gare de Frederikshavn et de là le reste du réseau ferroviaire danois. Elle est située entre les gares de Frederikshavnsvej (en) et de Bunken halt (en).

## Histoire
La gare est mise en service en 1890 avec l'ouverture de la nouvelle ligne de chemin de fer à voie étroite de Frederikshavn à Skagen,.
L'ancien bâtiment d'accueil de la gare a été vendu en 1969, après que la gare fut devenue un simple arrêt.

## Patrimoine ferroviaire

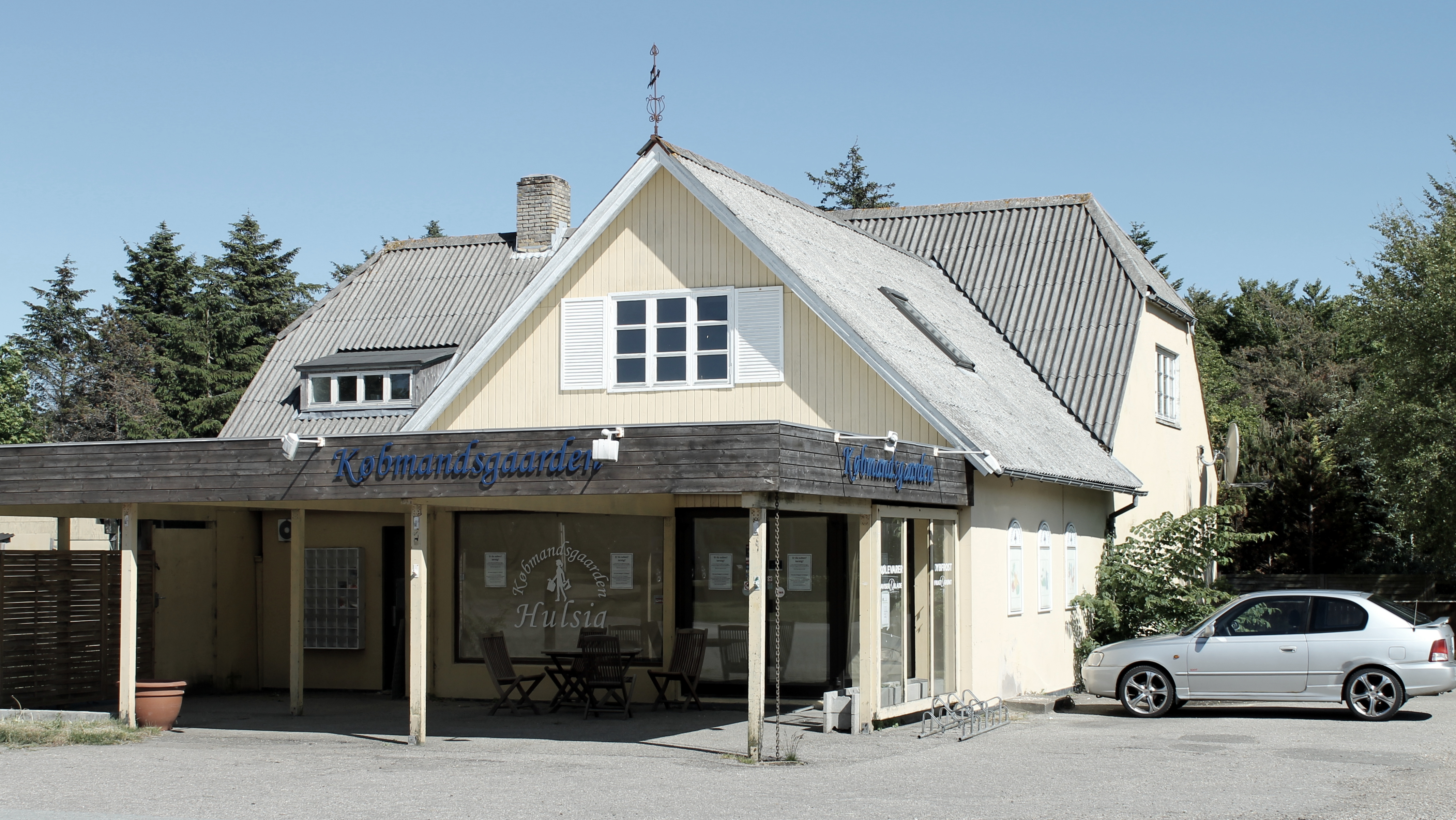
L'ancienne gare, 2012